# Czech Design Week
Czech Design Week (CZDW) je každoroční umělecká prodejní přehlídka designu a designové tvorby, která se koná v hlavním městě České republiky v Praze. Událost má týdenní formát, během které se veřejnosti představují výstavy jednotlivých designérů. Od roku 2018 se hlavní část festivalu koná v Kongresovém centru Praha, doprovodný program zahrnuje projekty ve spolupracujících pražských galeriích a obchodů s designem a také venkovní výstavy.
První ročník festivalu proběhl v roce 2015 v Domě U Minuty. Během let se vyprofiloval zejména na podporu studentů a začínajících designérů.
Mezi cíle, které si festival sám klade, patří vytvoření platformy k propojení laické veřejnosti i odborníků v oboru design a umění a propojení české designové scény s tou mezinárodní. Také se zaměřuje na lokální kreativní tvorbu a výrobu. Silné zastoupení zde má tvorba studentů uměleckých a designových oborů škol, jako je UMPRUM, Univerzita Tomáše Bati ve Zlíně, Univerzita Jana Evangelisty Purkyně či západočeská Fakulta designu a umění Ladislava Sutnara.
Pod Czech Design Week spadá také webový portál Czech Design Store, jehož spuštění je plánováno na konec roku 2020 , a projekt Czech Design Selection, který v roce 2019 představoval výběr českých tvůrců na mezinárodní přehlídce designové tvorby v Miláně.